# Hermes Volley Oostende
Hermes Volley Oostende est un club belge de volley-ball fondé en 1955 et basé à Ostende évoluant pour la saison 2019-2020 en Ligue A Dames. 

## Palmarès
- Championnat de Belgique[3]
  - Vainqueur : 1971, 1972, 1973, 1974, 1975, 1976, 1977, 1978, 1979, 1980, 1983, 1985, 1987.
  - Finaliste : 1970, 1981, 1982, 2019.
- Coupe de Belgique[3]
  - Vainqueur : 1971, 1972, 1977, 1982, 1983, 2019[4]2020[5]
- Supercoupe de Belgique
  - Finaliste : 2019.

## Effectifs

### Saison 2020-2021
| No                         | Nom                        | Date de naissance          | Taille                         | Poids                          | Poste                          |
| -------------------------- | -------------------------- | -------------------------- | ------------------------------ | ------------------------------ | ------------------------------ |
| 1                          | Fanny Lafeber              | 6 juillet 1979             | 181                            | 79                             | Réceptionneuse-attaquante      |
| 3                          | Loladina Zwaanswijk        | 14 novembre 1997           | 180                            | 68                             | Réceptionneuse-attaquante      |
| 5                          | Joni Vandewalle            | 4 février 1996             | 175                            |                                | Passeuse                       |
| 6                          | Lisa Nobel                 | 7 août 2000                | 181                            | 65                             | Réceptionneuse-attaquante      |
| 7                          | Merle Baasdam              | 12 novembre 1998           | 182                            | 63                             | Réceptionneuse-attaquante      |
| 8                          | Yana De Leeuw              | 6 septembre 1990           | 175                            | 64                             | Passeuse                       |
| 9                          | Celine Jacquemyn           | 21 novembre 1997           | 185                            | 69                             | Centrale                       |
| 10                         | Nathalie De Wulf           | 2 janvier 1993             | 170                            |                                | Libero                         |
| 11                         | Milica Misojčić            | 3 janvier 1991             | 187                            | 66                             | Centrale                       |
| 14                         | Amber Guesquière           | 11 décembre 2001           | 189                            |                                | Centrale                       |
| 16                         | Megan Vanden Berghe        | 11 octobre 1997            | 168                            | 65                             | Libero                         |
| 20                         | Barbara Zakościelna        | 24 juillet 1998            | 183                            | 70                             | Réceptionneuse-attaquante      |
|                            |                            |                            |                                |                                |                                |
| Encadrement technique      | Encadrement technique      |                            | Légende                        | Légende                        | Légende                        |
| Entraîneur : Koen Devos    | Entraîneur : Koen Devos    | Entraîneur : Koen Devos    | : Capitaine                    | : Capitaine                    | : Capitaine                    |
| Entraîneur(s) adjoint(s) : | Entraîneur(s) adjoint(s) : | Entraîneur(s) adjoint(s) : | : Joueuse blessée actuellement | : Joueuse blessée actuellement | : Joueuse blessée actuellement |